# 악질경찰 (2009년 영화)
《악질경찰》(영어: Bad Lieutenant: Port of Call New Orleans)은 미국에서 제작된 베르너 헤어초크 감독의 2009년 블랙 코미디 범죄 스릴러 드라마 영화이다. 니컬러스 케이지 등이 출연하였고, 스티븐 벨러폰테이 등이 제작에 참여하였다.
2009년 9월 9일 제66회 베네치아 국제 영화제에서 전 세계 최초로 상영되었으며 황금사자상 경쟁작이었다.

## 출연진
- 니컬러스 케이지
- 에바 멘데스
- 제니퍼 쿨리지
- 밸 킬머
- 브래드 도리프
- 앨빈 “이그지빗” 조이너
- 퍼루자 보크
- 어마 P. 홀
- 톰 바워
- 마이클 섀넌
- 본디 커티스홀
- 숀 해터시
- 덴절 휘터커
- 셰이 위검
- 케이티 처나커스
- 루셔스 배스턴
- 랜스 E. 니컬스
- J. D. 에버모어
- 닉 고메즈

## 기타 제작진
- 배역: 조해나 레이
- 미술: 토비 코빗
- 의상: 질 뉴얼